# Bath Iron Works

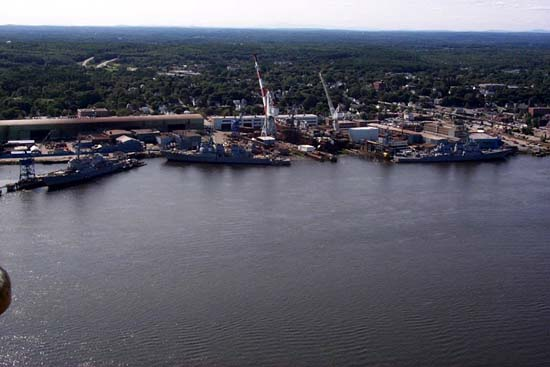
Die Anlagen von Bath Iron Works in Bath, Maine

Bath Iron Works (BIW) ist eine Werft in den Vereinigten Staaten. Das Unternehmen ist in Bath im Bundesstaat Maine ansässig. Seit 1995 gehört BIW zum Rüstungskonzern General Dynamics.

## Geschichte
Bath Iron Works wurde im Jahr 1884 aus der Bath Iron Foundry ausgegliedert. Das Unternehmen gehörte dem General Thomas Worcester Hyde. Vier Jahre nach Gründung wurden die Goss Marine Iron Works und die New England Shipbuilding Company von BIW erworben. 1890 lief der Dampfer Cottage City als erstes Schiff von Stapel, drei Jahre später mit dem Kanonenboot USS Machias das erste Kriegsschiff.
Im 20. Jahrhundert wechselte das Unternehmen mehrmals den Besitzer. 1901 erwarb die United States Shipbuilding Trust Bath Iron Works, nur vier Jahre später dann John S. Hyde, der Sohn des ersten Besitzers. Unter seiner Ägide wurde mit der USS Georgia (BB-15) das erste Schlachtschiff bei BIW gefertigt. Nach dem Tod von Hyde 1917 erwarb eine Gruppe Investoren aus Maine das Unternehmen, 1925 wurden sämtliche Arbeiten eingestellt, nachdem das Unternehmen öffentlich versteigert werden musste. Zwei Jahre später wurden jedoch wieder Schiffe gebaut.
Während des Zweiten Weltkrieges liefen 82 Zerstörer in Bath vom Stapel. Im Kalten Krieg war die Werft am Bau mehrerer Kriegsschiffklassen beteiligt, unter anderem am Bau der Oliver-Hazard-Perry-Klasse, der Ticonderoga-Klasse und der Arleigh-Burke-Klasse. Die drei deutschen Zerstörer der Lütjens-Klasse (Lütjens, Mölders und Rommel) wurden als modifizierte Einheiten der Charles-F.-Adams-Klasse ebenfalls bei BIW gebaut.
1995 wurde Bath von General Dynamics übernommen und ist dort in der Marine-Sparte eingegliedert.